# Amir Coffey
Amir Coffey (ur. 17 czerwca 1997 w Hopkins) – amerykański koszykarz, występujący na pozycji niskiego skrzydłowego, obecnie zawodnik Los Angeles Clippers.
W 2016 został wybrany najlepszym zawodnikiem amerykańskich szkół średnich stanu Minnesota (Minnesota Mr. Basketball). Wystąpił w meczu gwiazd – Jordan Classic.
25 września 2021 przedłużył umowę z Los Angeles Clippers na występy zarówno w NBA, jak i zespole G-League – Agua Caliente Clippers. 26 marca 2022 jego umowa została przekonwertowana na tradycyjny kontrakt NBA.

## Osiągnięcia
Stan na 29 marca 2022, na podstawie, o ile nie zaznaczono inaczej.
NCAA
- Uczestnik rozgrywek:
  - II rundy turnieju NCAA (2019)
  - turnieju NCAA (2017, 2019)
- Zaliczony do:
  - I składu najlepszych pierwszorocznych zawodników Big 10 (2017)
  - II składu Big 10 (2019)
- Zawodnik tygodnia Big Ten (11.03.2019, 4.03.2019)